# Harold Brown (Pianist)
Harold Douglas Brown (* 28. Oktober 1917 in Wynyard, Saskatchewan; † 4. Januar 2011 in Burnaby, British Columbia) war ein kanadischer Pianist.

## Leben
Harold Brown studierte ab 1936 in Vancouver bei J. D. A. Tripp, Barbara Custance, Phyllis Schuldt und Hugh Bancroft. Er wurde als Kammermusiker bekannt, trat in den 1950er Jahren mit den Cassenti Players auf und war häufig bei der CBC zu hören. Als Klavierbegleiter arbeitete er für das British Columbia Music Festival, das Theatre under the Starts (1958–63), die Vancouver Opera (1960–70) und das Banff Centre for the Arts (1972–90). Von 1964 bis 1967 war er Pianist des Vancouver Symphony Orchestra. Von 1973 bis 1990 war er musikalischer Direktor der Unitarian Church of Vancouver.
Er spielte u. a. die Uraufführungen von Robert Turners Diversities für Violine, Fagott und Klavier (mit Arthur Polson und George Zukerman), Murray Adaskins Cassenti Concertante (mit den Cassenti Players), Barbara Pentlands Soong Songs (mit Winona Denyes) und Jean Coulthards Sonatina für Fagott und Klavier (mit George Zukerman) und trat u. a. mit John Alexander, Donald Bell, Judith Forst, Alan Monk, Arthur Polson, Marie Schilder, Bernard Turgeon und Lyn Vernon auf. Seit Mitte der 1970er Jahre war er zudem ein gesuchter Liedbegleiter.

## Quelle
- The Canadian Encyclopedia. - Brown, Harold

| Personendaten    | Personendaten                              |
| ---------------- | ------------------------------------------ |
| NAME             | Brown, Harold                              |
| ALTERNATIVNAMEN  | Brown, Harold Douglas (vollständiger Name) |
| KURZBESCHREIBUNG | kanadischer Pianist                        |
| GEBURTSDATUM     | 28. Oktober 1917                           |
| GEBURTSORT       | Wynyard, Saskatchewan                      |
| STERBEDATUM      | 4. Januar 2011                             |
| STERBEORT        | Burnaby, British Columbia                  |